# Atherinopsidae

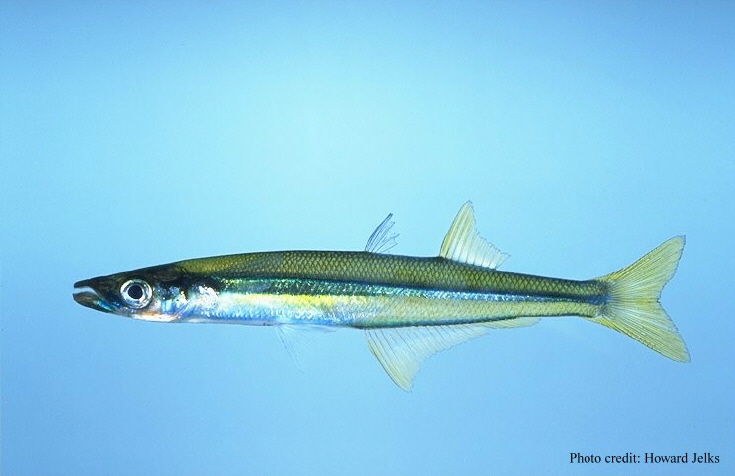
Labidesthes sicculus.

Atherinopsidae es una familia de peces, perteneciente al orden Atheriniformes. Las aproximadamente 104 especies en 13 géneros se distribuyen a través de aguas tropicales y templadas del Nuevo Mundo, tanto en hábitats marinos como de agua dulce. A esta familia pertenecen los pejerreyes argentino (Odontesthes bonariensis) y peruano (O. regia), la sardina Menidia menidia y el gruñón (Leuresthes tenuis y L. sardina).
Menidiinae fue creado por SCHULTZ (1948) para alojar aquellos atherínidos americanos que carecen de embudo hemal, aunque la monofilia del grupo fue confirmada recién por CHERNOFF (1986). Menidiinae es significativamente más grande que Atherinopsinae en número de especies las cuales han irradiado en forma importante en las aguas continentales
de México y América Central. Menidiinae es diagnosticado por 13 caracteres (DYER, 1997) y está compuesto por dos tribus: Menidiini (Menidia, Chirostoma, Poblana, Labidesthes) y Membradini (Membras, Atherinella, Melanorhinus), de los cuales solo Atherinella tiene representantes en aguas del hemisferio sur (CHERNOFF, 1986).
Dentro del orden Atheriniformes se distinguen por las siguientes características: dos aletas dorsales ampliamente separadas, la primera con espinas flexibles y la segunda con una espina seguida de radios blandos al igual que la aleta anal, con aletas pectorales situadas en una posición alta en el cuerpo. Tienen una boca pequeña en el extremo, con mandíbula superior con o sin protrusión, dos líneas laterales divididas, la superior se extiende por el dorso terminando antes de la aleta anal para continuar una inferior que se extiende hasta el pedúnculo caudal. La longitud máxima descrita es de 52 cm para Odontesthes bonariensis y la más pequeña de unos 4 cm para Menidia colei.
Se alimentan de zooplancton, insectos, pequeños peces y, en ocasiones, de caracoles.

## Géneros
Existen 13 géneros agrupados en dos subfamilias:
- Subfamilia Atherinopsinae:
  - Atherinops (Steindachner, 1876)
  - Atherinopsis (Girard, 1854)
  - Basilichthys (Girard, 1855)
  - Colpichthys (Hubbs, 1918)
  - Leuresthes (Jordan y Gilbert, 1880)
  - Odontesthes (Evermann y Kendall, 1906)

- Subfamilia Menidiinae:
  - Atherinella (Steindachner, 1875)
  - Chirostoma (Swainson, 1839)
  - Labidesthes (Cope, 1870)
  - Melanorhinus (Metzelaar, 1919)
  - Membras (Bonaparte, 1836)
  - Menidia (Bonaparte, 1836)
  - Poblana (de Buen, 1945)